# WOM-PO
Women's Poetry List-serv, connu sous le nom de WOM-PO ou WOMPO, est un serveur international consacré à la diffusion de la poésie écrite par des femmes. Il est lancé en décembre 1997, sous l'impulsion de la poétesse américaine Annie Finch.
Le serveur est actuellement hébergé au Nassau Community College dans l'État de New York. Ses membres sont majoritairement d'origine américaine, australienne, britannique et néo-zélandaise. Les informations et échanges autour de son utilisation ont permis la mise en place de conférences, de lectures de poésie, de collaborations poétiques, de listes de diffusion spin-off telle que la liste Mom-Po ou encore la publication de poèmes dans des titres de presse, telle une couronne collaborative de sonnets publiée dans le magazine Prairie Schooner en 2007. En 2008, l'anthologie Letters to the world : Poems from the Wom-Po Listserv est éditée par Red Hen Press,. 

## Historique
Pour Annie Finch, la création du WOM-PO se veut être une réponse à l'absence de femmes sur des listes de poètes déjà existantes comme la Contemporary American Poetry List ou la POETICS list : " Le 18 décembre 1997, dans le désespoir du moment, j'ai obtenu la permission d'utiliser le serveur de l'Université de Miami. J'ai commencé WOM-PO par l'envoi de courriers électroniques à quelques amis, ainsi qu'à des auteures que je ne connaissais pas personnellement, mais dont j'avais eu connaissance des motivations quant à la volonté de mettre un terme à la domination masculine des listes d'auteurs".
Les dix premières membres inscrites sont Wendy Battin, Catherine Daly, Marilyn Hacker, Rachel Loden, Gwyn McVay, Marilyn Nelson, Judith Roitman, Susan Schultz, Kathrine Varnes et Elizabeth Waldner. La question est alors de savoir s'il faut permettre aux hommes d'être présents sur cette liste. Après une discussion approfondie, le consensus s'exprime autour du «oui». 
En 2008, Annie Finch demande à la poétesse américaine Amy King de prendre la relève de la direction du réseau.

## Membres
Parmi les poétesses et membres notables ayant rejoint le réseau : Sandra Beasley, Margo Berdeshevsky, Chana Bloch, Allison Hedge Coke, Martha Collins, Sharon Doubiago, Ann Fisher-Wirth, Daisy Fried, Kate Gale, Daniela Gioseffi, Arielle Greenberg, Gabriel Gudding, R. S. Gwynn, Alison Joseph, Farideh Hassanzadeh, Eloise Klein Healy, Julie Kane, Ursula K. Le Guin, Jeffrey Levine, Mendi Obadike, Alicia Ostriker, Katha Pollitt, Molly Peacock, Mira Rosenthal, Metta Sama, Rati Saxena, Peggy Shumaker, Evie Shockley, Ron Silliman, Patricia Smith, Stephanie Strickland, Lesley Wheeler et Rachel Zucker.

## Culture
Wom-Po est une communauté étroite avec des traditions distinctives établies de longue date, telles que celle de se référer aux membres en tant que «womponies» ou un petit-déjeuner annuel le vendredi de l'Associated Writers Program conference. Des bulletins d'informations hebdomadaires sont rédigés par des bénévoles qui mettent également à jour la liste et contribuent à promouvoir les publications des auteures. 

## Publications
- Letters to the world : Poems from the Wom-Po Listserv, Moira Richards, Rosemary Starace, Lesley Wheeler, Red Hen Press, 456p, 2008,  (ISBN 1597090999)